# Борщёвский городской совет
Борщёвский городской совет (укр. Борщівська міська рада) — входит в состав
Борщёвского района
Тернопольской области
Украины.
Административный центр городского совета находится в 
г. Борщёв.

## Населённые пункты совета
- г. Борщёв